# Ptyctodontida
De Ptyctodontida zijn een orde van uitgestorven pantservissen die leefden tijdens het Devoon. De Ptyctodontidae is de enige familie binnen de Ptyctodontida. Met hun grote koppen, grote ogen, gereduceerd pantser en lange lichamen vertoonden de ptyctodontiden een oppervlakkige gelijkenis met de hedendaagse chimaera's (Holocephali). Hun pantser was gereduceerd tot een patroon van kleine platen rond het hoofd en de nek. Net als de uitgestorven en verwante acanthothoraciden en de levende en niet-verwante holocephaliërs, leefden de meeste ptyctodontiden waarschijnlijk dicht bij de zeebodem en aasden ze op schelpdieren.
Vanwege hun drastisch gereduceerde pantser beweren sommige paleontologen dat de Ptyctodontida eigenlijk geen placodermen waren, maar holocephaliërs, een primitieve groep kraakbeenvissen, of zelfs de voorouders van de holocephaliërs, waaronder de chimaera. Grondig anatomisch onderzoek van volledige fossiele exemplaren onthult dat de grote overeenkomsten tussen deze twee groepen eigenlijk heel oppervlakkig zijn. De belangrijkste verschillen tussen deze twee groepen zijn dat de holocephaliërs shagreen op hun huid hebben en de ptyctodontiden niet, dat de pantserplaten en schubben van de holocephaliërs van dentine gemaakt zijn en de pantserplaten en schubben van de ptyctodontiden van bot, de anatomie van de schedel van holocephaliërs meer lijkt op die van haaien en die van ptyctodontiden lijkt meer op die van andere placodermen, maar het belangrijkste is dat de holocephaliërs een echt gebit hebben, terwijl de ptyctodontiden snavelachtige tandplaten hadden.
De Ptyctodontida waren de enige bekende groep placodermen die herkenbaar seksueel dimorf waren, in die zin dat de mannetjes haakvormige uitgroeisels op hun bekkenvinnen hadden die vergelijkbaar waren met de grijporganen die werden aangetroffen bij mannetjeshaaien en chimaera. Paleontologen geloven dat de mannetjes van de oorspronkelijke placodermen bekkenklemmen hadden, maar de klemmen zijn verloren gegaan tijdens de evolutionaire ontwikkeling van elk van de placoderme orden, met uitzondering van de ptyctodontiden (er zijn te weinig volledige exemplaren van de primitieve Stensioella heintzi om te kunnen bepalen of de mannetjes van die soort klemmen hadden of niet).
Omdat ze een gereduceerd pantser hadden, werd ooit gedacht dat de ptyctodontiden de primitiefste placodermen waren. Men heeft zelfs gedacht dat de placodermen een soort verloop hadden, van de minst gepantserde en meest primitieve vormen tot de zwaar gepantserde, meest geavanceerde vormen. In de jaren 1980 en 1990 werden ptyctodontische schedels vergeleken met schedels van andere orden. Op basis van deze analyses werd het idee van een verloop van minst gepantserde naar meest gepantserde placodermen verworpen. Nu worden de ptyctodonten beschouwd als de zustergroep van de Arthrodira en Phyllolepida.

## Kenmerken
De ptyctodonten waren kleine pantservissen. De kleinste soorten behoren tot de geslachten Ctenurella en Rhamphodopsis en waren circa vijftien centimeter lang. Campbellodus was met een lengte van dertig tot veertig centimeter een van de grootste ptyctodonten. Bij de Ptyctodontida was het pantser beperkter dan bij andere pantservissen. Ze hadden een grote kop, grote ogen, een lang lichaam, een lange rugvin en een zweepachtige staart. De tandplaten waren geschikt voor het kraken van de schalen van bijvoorbeeld garnaalachtigen en nautilussen. Vondsten in de Gogo-formatie hebben seksueel dimorfisme, levendbarendheid en inwendige bevruchting aangetoond bij de Ptyctodontida. Onder meer een embryo met navelstreng bij Materpiscis en 'claspers', uitwendige mannelijke geslachtsorganen, zijn gevonden.

## Fossiele vondsten
Fossielen van Ptyctodontida zijn gevonden in Europa, Noord-Amerika, Zuid-Afrika (Witteberggroep) en Australië. De vondsten met de beste kwaliteit, waarbij ook weke delen bewaard zijn gebleven, zijn gedaan in de Gogo-formatie in West-Australië.

## Geslachten
- Austroptyctodus
- Campbellodus
- Chelyophorus
- Ctenurella
- Deinodus
- Destnoporella
- Eczematolepis
- Goniosteus
- Kimbryanodus
- Materpiscis
- Palaeomylus
- Ptyctodopsis
- Ptyctodus
- Rhamphodopsis
- Rhynchodus